# David Maloney (réalisateur)
Pour l’article ayant un titre homophone, voir Dave Maloney.
David Maloney (né le 14 décembre 1933 à Alvechurch, dans le Worcestershire, en Angleterre et mort le 18 juillet 2006  à Hampstead (un quartier de Londres en Angleterre) est un réalisateur et producteur de télévision britannique.

## Biographie
Après avoir étudié au King Edward VI Five Ways et servi dans la Royal Air Force David Maloney devient acteur au théâtre avant de rejoindre la BBC en tant qu'assistant de production puis en tant que réalisateur. Il est principalement connu pour son travail dans les séries de science fiction et dirige plusieurs épisodes de Doctor Who entre 1968 et 1977. Il travaille aussi en tant que producteur sur la série Blake's 7 à la fin des années 1970 et au début des années 1980.
En 1981 il produit une adaptation du roman de John Wyndham, Le Jour des Triffides ainsi que la saison 4 de When the Boat Comes In. Il dirigera aussi le tournage d'épisodes de séries comme Juliet Bravo et Strike It Rich! Plus tard, il abandonne la production de séries pour se lancer dans la réalisation de documentaires autour du monde pour ITV. Sur la fin de sa vie, il apparaîtra dans de nombreux documentaires DVD à propos de son travail sur Doctor Who, ainsi que des commentaires audios.
Marié et père de 3 enfants, David Maloney meurt à l'âge de 72 ans le 18 juillet 2006 au Marie Curie Hospice dans le Hampstead.

## Filmographie

### Comme réalisateur
- 1966 : Doctor Who (épisode « The Rescue ») (série télévisée) (en tant qu'assistant de production)
- De 1968 à 1976 : Z-Cars  (série télévisée)
- 1968 : Doctor Who (épisode « The Mind Robber ») (série télévisée)
- 1968 : Doctor Who (épisode « The Krotons ») (série télévisée)
- 1969 : Doctor Who (épisode « The War Games ») (série télévisée)
- 1970 : Ivanhoé (série télévisée)
- 1970 : L'Éducation Sentimentale (série télévisée)
- 1971 : Le Dernier des Mohicans (série télévisée)
- 1971 : Paul Temple (série télévisée)
- 1971 : The Witch's Daughter (série télévisée)
- 1973 : Woodstock (série télévisée)
- 1973 : Doctor Who (épisode « Planet of the Daleks ») (série télévisée)
- 1973 : Hawkeye, the Pathfinder (série télévisée)
- 1975 : Doctor Who (épisode « La Genèse des Daleks ») (série télévisée)
- 1975 : Doctor Who (épisode « Planet of Evil ») (série télévisée)
- 1976 : Angels (série télévisée)
- 1976 : Doctor Who (épisode « The Deadly Assassin ») (série télévisée)
- 1977 : Doctor Who (épisode « The Talons of Weng-Chiang ») (série télévisée)
- De 1979 à 1980 : Blake's 7 (série télévisée)
- 1982 : Juliet Bravo (série télévisée)
- 1986 : Strike It Rich! (série télévisée)
- 1991 : Family Pride (série télévisée)

### Comme producteur
- De 1978 à 1980 : Blake's 7 (série télévisée)
- 1981 : When the Boat Comes In (série télévisée)
- 1981 : Le Jour des Triffides (série télévisée)

## Source de la traduction
- (en) Cet article est partiellement ou en totalité issu de l’article de Wikipédia en anglais intitulé « David Maloney » (voir la liste des auteurs).